# Chiliotrichum
Genre
Classification APG III (2009)
Chiliotrichum est un genre de plantes à fleurs de la famille des Asteraceae originaire d'Amérique du Sud.

## Espèces
- Chiliotrichum angustifolium Phil.
- Chiliotrichum diffusum (Forst.) Kuntze
- Chiliotrichum rosmarinifolium Less.
- Chiliotrichum tenue Phil.